# Le Genou de Claire
Le Genou de Claire is een Franse dramafilm uit 1970 onder regie van Éric Rohmer.

## Verhaal
Op de vooravond van zijn bruiloft ontmoet de Franse diplomaat Jérôme een oude vriendin op vakantie aan het Meer van Annecy. Dankzij haar ontmoet hij het tienermeisje Laura en wordt verliefd op haar zus Claire. Terwijl Laura Jérôme tracht te versieren, raakt hij zelf geobsedeerd door de knie van haar zus Claire.

## Rolverdeling
| Acteur               | Personage     |
| -------------------- | ------------- |
| Jean-Claude Brialy   | Jérôme        |
| Aurora Cornu         | Aurora        |
| Béatrice Romand      | Laura         |
| Laurence de Monaghan | Claire        |
| Michèle Montel       | Madame Walter |
| Gérard Falconetti    | Gilles        |
| Fabrice Luchini      | Vincent       |